# Genealogía genética
La genealogía genética es el uso de pruebas de ADN genealógicas, es decir, perfiles de ADN y pruebas de ADN en combinación con métodos genealógicos tradicionales, para inferir relaciones biológicas entre individuos. La genealogía genética implica el uso de pruebas de ADN genealógico para determinar el nivel y el tipo de relación genética entre los individuos. Esta aplicación de la genética llegó a ser utilizada por los historiadores de la familia en el siglo XXI, cuando las pruebas se volvieron asequibles. Las pruebas han sido impulsadas por grupos de aficionados, como grupos de estudio de apellidos o grupos genealógicos regionales, así como proyectos de investigación como el Proyecto Genográfico.
En 2019, se habían realizado pruebas a unos 30 millones de personas. A medida que este campo se ha desarrollado, los objetivos de los profesionales se ampliaron, y muchos buscaron el conocimiento de su ascendencia más allá de los siglos recientes para los cuales se pueden construir las genealogías tradicionales.

## Historia

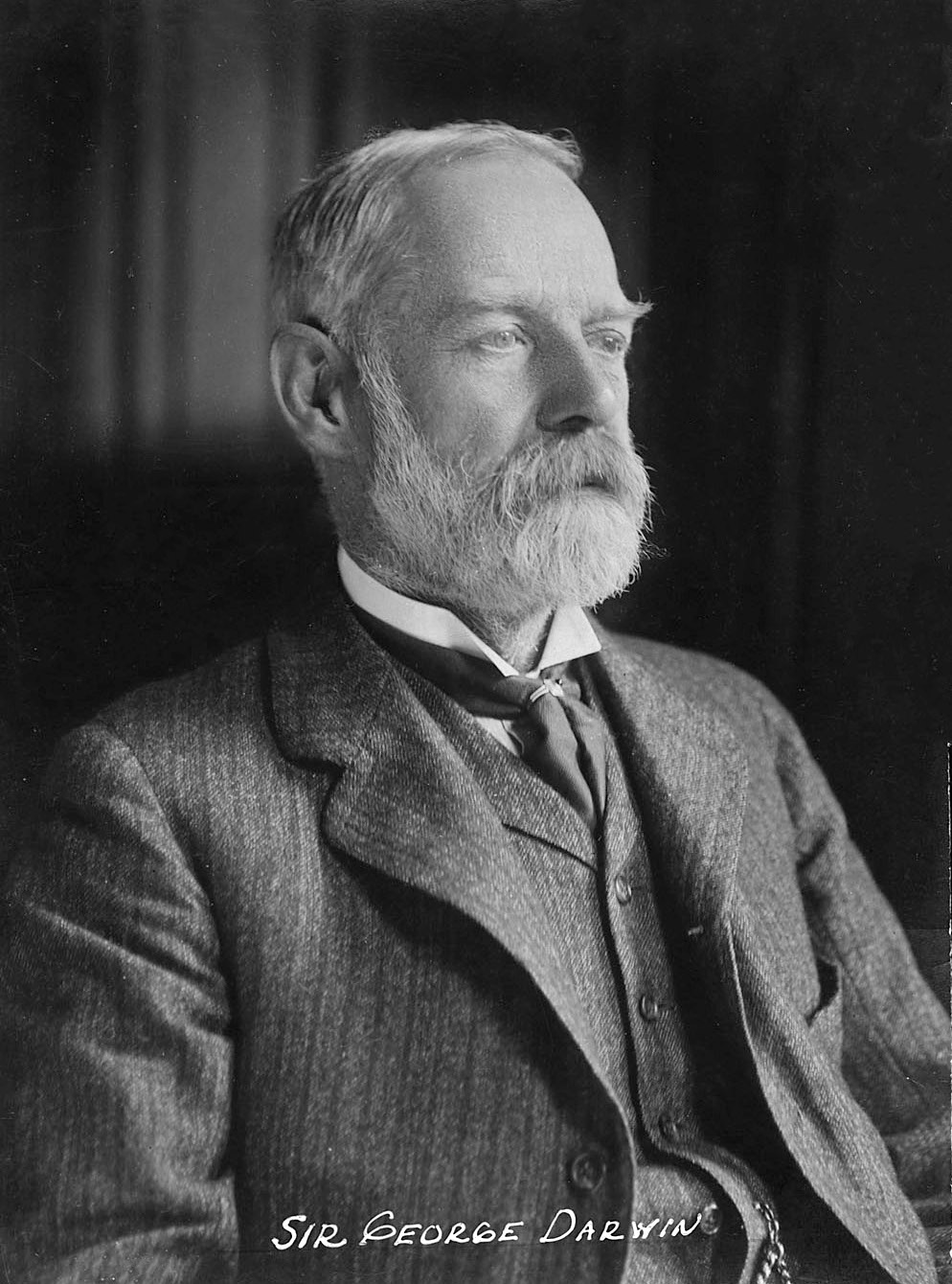
George Darwin, el primero en estimar la frecuencia de los matrimonios entre primos hermanos

Se puede decir que la investigación de los apellidos en genética se remonta a George Darwin, un hijo de Charles Darwin y la prima hermana de Charles, Emma Darwin. En 1875, George Darwin utilizó los apellidos para estimar la frecuencia de matrimonios entre primos hermanos y se calcula la incidencia esperada del matrimonio entre personas del mismo apellido (isonimia). Llegó a una cifra del 1,5% para el matrimonio entre primos en la población de Londres, mayor (3% -3,5%) entre las clases altas y más baja (2,25%) entre la población rural en general.

### Estudios de apellido
Un famoso estudio examinó el linaje de los descendientes de la línea paterna de Thomas Jefferson y el linaje masculino de la esclava liberada, Sally Hemings.
Bryan Sykes, biólogo molecular de la Universidad de Oxford, probó la nueva metodología en la investigación general de apellidos. Su estudio del apellido Sykes obtuvo resultados al observar cuatro marcadores STR en el cromosoma masculino. Señaló el camino para que la genética se convirtiera en un valioso asistente al servicio de la genealogía y la historia.

### Pruebas de ADN directas al consumidor
La primera empresa que proporcionó pruebas de ADN genético directo al consumidor fue la ahora desaparecida GeneTree. Sin embargo, no ofreció pruebas de genealogía multigeneracional. En el otoño de 2001, GeneTree vendió sus activos a Sorenson Molecular Genealogy Foundation (SMGF), con sede en Salt Lake City, que se originó en 1999.  Mientras estaba en funcionamiento, SMGF proporcionó pruebas gratuitas de ADN mitocondrial y del cromosoma Y a miles de personas. Más tarde, GeneTree volvió a pruebas genéticas para la genealogía en conjunto con la empresa matriz Sorenson y, finalmente, fue parte de los activos adquiridos en el Ancestry.com compra de SMGF.
En 2000, Family Tree DNA, fundada por Bennett Greenspan y Max Blankfeld, fue la primera empresa dedicada a las pruebas directas al consumidor para la investigación genealógica. Inicialmente ofrecieron pruebas STR de cromosoma Y de once marcadores y pruebas de ADN mitocondrial HVR1. Originalmente lo probaron en asociación con la Universidad de Arizona.
En 2007, 23andMe fue la primera empresa en ofrecer pruebas genéticas directas al consumidor basadas en saliva. También fue la primera en implementar el uso de ADN autosómico para pruebas de ascendencia, que otras compañías importantes (por ejemplo, Ancestry, Family Tree DNA, MyHeritage, ADNTRO y 24Genetics) también implementaron más tarde.
MyHeritage lanzó su servicio de pruebas genéticas en 2016, lo que permite a los usuarios usar hisopos de las mejillas para recolectar muestras. En 2019, se presentaron nuevas herramientas de análisis: autoclusters (agrupando todas las coincidencias visualmente en grupos) y teorías de árboles genealógicos (que sugieren relaciones concebibles entre coincidencias de ADN mediante la combinación de varios árboles de Myheritage, así como el árbol genealógico global Geni).
Living DNA, fundada en 2015, también ofrece un servicio de pruebas genéticas. Living DNA utiliza chips SNP para proporcionar informes sobre la ascendencia autosómica, Y y la ascendencia del mtDNA. Living DNA proporciona informes detallados sobre la ascendencia del Reino Unido, así como informes detallados sobre el cromosoma Y y el ADNmt.
En agosto de 2019, se informó que alrededor de 30 millones de personas se habían sometido a pruebas de ADN con fines genealógicos. GEDmatch dijo que aproximadamente la mitad de sus perfiles eran estadounidenses.
Debido a la distribución geográfica limitada de las pruebas de ADN, existe un racismo inherente en las bases de datos y los resultados. Según StatNews, la directora ejecutiva de 23andME, Anne Wojcicki, se cita diciendo que su empresa es "parte del problema". Los expertos en genética y desigualdades en salud creen que el racismo inherente de estos análisis de ADN se puede abordar mediante la creación de diversos equipos etnoculturales y alentando a los negros, indígenas y de color a que se sometan a pruebas de ADN.

### La revolución de la genealogía genética
La publicación de Las siete hijas de Eva por Sykes en 2001, que describió los siete principales haplogrupos de ancestros europeos, ayudó a impulsar las pruebas de ascendencia personal a través de pruebas de ADN en un amplio público. Con la creciente disponibilidad y asequibilidad de las pruebas de ADN genealógico, la genealogía genética como campo creció rápidamente. En 2003, se declaró oficialmente que el campo de las pruebas de ADN de los apellidos había "llegado" en un artículo de Jobling y Tyler-Smith en Nature Reviews Genetics. La cantidad de empresas que ofrecen pruebas y la cantidad de consumidores que las solicitan aumentó drásticamente. En 2018, un artículo en Science Magazine estimó que una búsqueda de genealogía de ADN en cualquier persona de ascendencia europea daría como resultado un primo tercero o una coincidencia más cercana el 60% de las veces.

### El Proyecto Genográfico
El Proyecto Genográfico original fue un estudio de investigación de cinco años lanzado en 2005 por la National Geographic Society e IBM, en asociación con la Universidad de Arizona y Family Tree DNA. Sus objetivos eran principalmente antropológicos. El proyecto anunció que para abril de 2010 había vendido más de 350.000 de sus kits de prueba de participación pública, que prueban al público en general para detectar doce marcadores STR en el cromosoma Y o mutaciones en la región HVR1 del mtDNA. 
En 2007, las ventas anuales de pruebas genealógicas genéticas para todas las empresas, incluidos los laboratorios que las respaldan, se estimaron en alrededor de 60 millones de dólares. 
La fase del proyecto en 2016 fue Geno 2.0 Next Generation. A partir de 2018, casi un millón de participantes en más de 140 países se han unido al proyecto.

### Clientes típicos y grupos de interés
La genealogía genética ha permitido a grupos de personas rastrear su ascendencia a pesar de que no son capaces de utilizar técnicas genealógicas convencionales. Esto puede deberse a que no conocen a uno o ambos de sus padres biológicos o porque los registros genealógicos convencionales se han perdido, destruido o nunca existieron. Estos grupos incluyen adoptados, expósitos, sobrevivientes del Holocausto, bebés GI, niños migrantes, descendientes de niños de trenes huérfanos y personas con ascendencia esclava.
Los primeros en tomar la prueba fueron los clientes que, con mayor frecuencia, comenzaron con una prueba del cromosoma Y para determinar la ascendencia paterna de su padre. Estos hombres participaron a menudo en proyectos de apellidos. La primera fase del proyecto Genográfico trajo nuevos participantes a la genealogía genética. Aquellos que hicieron la prueba tenían tantas probabilidades de estar interesados en la herencia materna directa como en la paterna. Aumentó el número de personas que tomaron pruebas de ADNmt. La introducción de pruebas SNP autosómicas basadas en la tecnología de microarrays cambió la demografía. Las mujeres eran tan propensas como los hombres a ponerse a prueba.

### Ciencia ciudadana e ISOGG
A los miembros de la creciente comunidad de genealogía genética se les ha atribuido el mérito de realizar contribuciones útiles al conocimiento en el campo.
Uno de los primeros grupos de interés que surgieron fue la Sociedad Internacional de Genealogía Genética (ISOGG). Su objetivo declarado es promover las pruebas de ADN para la genealogía. Los miembros abogan por el uso de la genética en la investigación genealógica y el grupo facilita la creación de redes entre los genealogistas genéticos.  Desde 2006, ISOGG ha mantenido el árbol filogenético del cromosoma Y de ISOGG actualizado periódicamente. ISOGG tiene como objetivo mantener el árbol lo más actualizado posible, incorporando nuevos SNP. Sin embargo, los académicos han descrito el árbol como árboles filogenéticos de haplogrupos del cromosoma Y no completamente verificados académicamente. 

### ADN autosómico 2007-presente
En 2007, 23andMe fue la primera gran empresa en comenzar a ofrecer una prueba del autosoma. Este es el ADN que excluye los cromosomas Y y las mitocondrias. Se hereda de todos los antepasados de las generaciones recientes y, por lo tanto, se puede utilizar para combinar con otros evaluadores que puedan estar relacionados. Más adelante, las empresas también pudieron utilizar estos datos para estimar qué porcentaje de cada grupo étnico tiene un cliente. FamilyTreeDNA ingresó a este mercado en 2010 y AncestryDNA en 2012, otras empresas como 24Genetics y ADNTRO, empezaron a formar parte de este mercado a finales de la década. Desde entonces, el número de pruebas de ADN se ha expandido rápidamente. Para 2019, el total combinado de clientes de las cuatro empresas más grandes fue de 26 millones. Para 2018, las pruebas autosómicas tenían el tipo dominante de prueba de ADN genealógico y, para muchas empresas, la única prueba que ofrecían.

## Usos

### Linajes maternos directos
Las pruebas de ADNmt implican secuenciar al menos parte de las mitocondrias. La mitocondria se hereda de madre a hijo, por lo que puede revelar información sobre la línea materna directa. Cuando dos individuos tienen mitocondrias coincidentes o cercanas, se puede inferir que comparten un ancestro común de línea materna en algún momento del pasado reciente.

### Linajes paternos directos
La prueba de ADN del cromosoma Y (ADN-Y) implica la repetición corta en tándem (STR) y, a veces, la prueba de polimorfismo de un solo nucleótido (SNP) del cromosoma Y, que está presente solo en hombres y solo revela información sobre la línea paterna estricta. Al igual que con las mitocondrias, las coincidencias cercanas con los individuos indican un antepasado común reciente. Debido a que los apellidos en muchas culturas se transmiten por la línea paterna, esta prueba se utiliza a menudo en proyectos de ADN de apellidos.

### Orígenes ancestrales
Un componente común de muchas pruebas autosómicas es una predicción de origen biogeográfico. Una empresa que ofrece la prueba utiliza algoritmos y cálculos informáticos para predecir qué porcentaje del ADN de un individuo proviene de grupos ancestrales particulares. Un número típico de poblaciones es de al menos 20. A pesar de que este aspecto de las pruebas se promociona y publicita mucho, muchos genealogistas genéticos han advertido a los consumidores que los resultados pueden ser inexactos y, en el mejor de los casos, solo aproximados.
La secuenciación moderna del ADN ha identificado varios componentes ancestrales en las poblaciones contemporáneas. Varios de estos elementos genéticos tienen orígenes en Eurasia occidental. Incluyen los siguientes componentes ancestrales, con sus ejes geográficos y principales poblaciones asociadas:
| # | Componente de Eurasia Occidental | Centro geográfico                      | Población pico | Notas |
| - | -------------------------------- | -------------------------------------- | --- | --- |
| 1 | Ancestral del norte de la India  | Bangladés, norte de la India, Pakistán | Bangladeshis, indios del norte, paquistaníes | Principal componente de Eurasia Occidental en el subcontinente indio. Picos entre las poblaciones de castas de habla indoeuropea en las áreas del norte, pero también se encuentran con frecuencias significativas entre algunos grupos de castas de habla dravidiana. Asociado con la llegada de hablantes indoeuropeos de Asia occidental o Asia central entre 3.000 y 4.000 años antes del presente, o con la propagación de la agricultura y los cultivos de Asia occidental que comienzan alrededor de 8.000-9.000 ybp, o con migraciones de Asia occidental en el pre -período agrícola. En contraste con el componente ancestral indígena del sur de la India, que alcanza su punto máximo entre los Onge Andamaneses que habitan las Islas Andaman. |
| 2 | Árabes                           | Península arábiga                      | Yemeníes, saudíes, cataríes, beduinos | Principal componente de Eurasia Occidental en la región del Golfo Pérsico. Está más estrechamente asociado con las poblaciones locales de habla árabe y semita. También se encuentra en frecuencias significativas en partes del Levante, Egipto y Libia. |
| 3 | Copto                            | Valle del Nilo                         | Coptos, beja, etíopes afroasiáticos, árabes sudaneses, nubios                                                                                            | Principal componente de Eurasia occidental en el noreste de África. Aproximadamente equivalente al componente etio-somalí. Picos entre los coptos egipcios en Sudán. También se encuentra en altas frecuencias entre otros hablantes afroasiáticos (hamito-semíticos) en Etiopía y Sudán, así como entre muchos nubios. Asociado con la ascendencia del Antiguo Egipto, sin la influencia árabe posterior presente entre los egipcios modernos. En contraste con el componente indígena nilo-sahariano, que alcanza su punto máximo entre las poblaciones de habla nilo-sahariana y kordofaniana que habitan la parte sur del valle del Nilo. |
| 4 | Etio-Somalí                      | Cuerno de África                       | Somalíes, Afars, Amhara, Oromos, Tigrinya | Principal componente de Eurasia occidental en el Cuerno. Aproximadamente equivalente al componente copto. Asociado con la llegada de hablantes afroasiáticos a la región durante la antigüedad. Picos entre las poblaciones de habla cushita y etíope de habla semítica en las áreas del norte. Se apartó del componente magrebí alrededor de 23.000 ybp y del componente árabe alrededor de 25.000 ybp. En contraste con el componente omótico indígena, que entre los picos de habla omótica - Ari que habitan en el sur de Etiopía. |
| 5 | Europeo                          | Europa                                 | Europeos | Principal componente de Eurasia Occidental en Europa. También se encuentra con frecuencias significativas en áreas geográficas adyacentes fuera del continente, en Anatolia, el Cáucaso, la meseta iraní y partes del Levante. |
| 6 | Levantino                        | Cercano Oriente, Cáucaso               | Drusos, libaneses, chipriotas, sirios, jordanos, palestinos, armenios, georgianos, judíos sefardíes, judíos asquenazíes, iraníes, turcos, sardos, Adygei | Principal componente de Eurasia occidental en el Cercano Oriente y el Cáucaso. Picos entre las poblaciones drusas en el Levante. Se encuentra entre hablantes locales de afroasiáticos, indoeuropeos, del Cáucaso y turco. Se apartó del componente europeo alrededor de 9,100-15,900 ypb, y del componente árabe alrededor de 15,500-23,700 ypb. También se encuentra en frecuencias significativas en el sur de Europa, así como en partes de la península arábiga. |
| 7 | Magrebí                          | África Noroeste                        | Bereberes, magrebíes, saharauis, tuareg | Principal componente de Eurasia Occidental en el Magreb. Picos entre las poblaciones bereberes (no arabizadas ) de la región. Divergente de los componentes etio-somalí/copto, árabe, levantino y europeo antes del Holoceno. |

### Migración humana
Los métodos de prueba de ADN genealógicos se han utilizado en una escala de tiempo más larga para rastrear patrones migratorios humanos. Por ejemplo, determinaron cuándo llegaron los primeros humanos a América del Norte y qué camino siguieron.
Durante varios años, investigadores y laboratorios de todo el mundo tomaron muestras de poblaciones indígenas de todo el mundo en un esfuerzo por mapear patrones históricos de migración humana. El Proyecto Genográfico la National Geographic Society tiene como objetivo trazar un mapa de los patrones históricos de migración humana mediante la recopilación y análisis de muestras de ADN de más de 100.000 personas en los cinco continentes. El análisis de ascendencia genética de los clanes de ADN mide las conexiones genéticas precisas de una persona con grupos étnicos indígenas de todo el mundo.

### Uso legal
Las fuerzas del orden pueden usar la genealogía genética para rastrear a los perpetradores de delitos violentos como el asesinato o la agresión sexual y también pueden usarla para identificar a las personas fallecidas. Inicialmente, los sitios de genealogía genética GEDmatch y Family Tree DNA permitieron que sus bases de datos fueran utilizadas por las fuerzas del orden y las empresas de tecnología de ADN como Parabon NanoLabs y Full Genomes Corporation (ver DNA Doe Project) para realizar pruebas de ADN para casos criminales violentos e investigación de genealogía genética a pedido de las fuerzas del orden. Esta técnica de genealogía genética de investigación, o forense, se hizo popular después del arresto del presunto asesino de Golden State en 2018, pero ha recibido una reacción significativa por parte de los expertos en privacidad. Sin embargo, en mayo de 2019, GEDmatch hizo que sus reglas de privacidad fueran más restrictivas, reduciendo el incentivo para que las agencias de aplicación de la ley usen su sitio. Otros sitios como Ancestry.com, 23andMe y MyHeritage tienen políticas de datos que dicen que no permitirían que los datos de sus clientes se utilicen para resolver delitos sin una orden judicial, ya que creían que violaba la privacidad de los usuarios.

## Otras lecturas

### Libros
- Carmichael, Terrence; Alexander Ivanof Kuklin; Ed Grotjan (2000). How to DNA Test Our Family Relationships. Mountain View, CA: AceN Press. ISBN 978-0-9664027-1-1. Early book on adoptions, paternity and other relationship testing. Carmichael is a founder of GeneTree.
- Cavalli-Sforza, Luigi Luca; Paolo Menozzi; Alberto Piazza (1994). The History and Geography of Human Genes. Princeton, N.J.: Princeton University Press. ISBN 978-0-691-08750-4. (requiere registro).
- Cavalli-Sforza, Luigi L.; Cavalli-Sforza, Francesco; Mimnaugh, Heather; Parker, Lynn (1996). The Great Human Diasporas : The History of Diversity and Evolution. Reading, MA: Addison-Wesley. ISBN 978-0-201-44231-1. (requiere registro).
- Fitzpatrick, Colleen; Andrew Yeiser (2005). DNA and Genealogy. Fountain Valley, CA: Rice Book Press. ISBN 978-0-9767160-1-3.
- Gamble, Clive (1996). Timewalkers : The Prehistory of Global Colonization. Cambridge, MA: Harvard University Press. ISBN 978-0-674-89203-3. (requiere registro).
- Jobling, Mark; Matthew Hurles; Chris Tyler-Smith (2003). Human Evolutionary Genetics : Origins, Peoples and Disease. New York, NY: Garland Science. ISBN 978-0-8153-4185-7.
- Olson, Steve (2003). Mapping Human History : Genes, Race, and Our Common Origins. Boston, MA: Houghton Mifflin. ISBN 978-0-618-35210-4. Survey of major populations.
- Oppenheimer, Stephen (2003). The Real Eve : Modern Man's Journey Out of Africa. New York, NY: Carroll & Graf. ISBN 978-0-7867-1192-5.
- Smolenyak, Megan; Ann Turner (2004). Trace Your Roots with DNA : Using Genetic Tests to Explore Your Family Tree. Emmaus, PA; Rodale, NY: Distributed to the trade by Holtzbrinck Publishers. ISBN 978-1-59486-006-5. Out of date but still worth reading.
- Pomery, Chris; Steve Jones (2004). DNA and Family History : How Genetic Testing Can Advance Your Genealogical Research. Toronto, Ontario, Canada: Dundurn Group. ISBN 978-1-5500-2536-1. (requiere registro). Early guide for do-it-yourself genealogists.
- Pomery, Chris (2007). Family History in the Genes : Trace Your DNA and Grow Your Family Tree. Kew, UK: National Archives. ISBN 978-1-905615-12-4.
- Shawker, Thomas H. (2004). Unlocking Your Genetic History : A Step-by-Step Guide to Discovering Your Family's Medical and Genetic Heritage. Nashville, TN: Rutledge Hill Press. ISBN 978-1-4016-0144-7. Guide to the subject of family medical history and genetic diseases.
- Sykes, Bryan (2002). The Seven Daughters of Eve : The Science That Reveals Our Genetic Ancestry. New York, NY: Norton. ISBN 978-0-393-32314-6. (requiere registro). Names the founders of Europe’s major female haplogroups Helena, Jasmine, Katrine, Tara, Velda, Xenia, and Ursula.
- Sykes, Bryan (2004). Adam's Curse : A Future Without Men. New York, NY: W.W. Norton. ISBN 978-0-393-05896-3. (requiere registro).
- Tagliaferro, Linda; Mark Vincent Bloom (1999). Complete Idiot's Guide to Decoding Your Genes. New York, NY: Alpha Books. ISBN 978-0-02-863586-6. (requiere registro).
- Wells, Spencer (2004). The Journey of Man : A Genetic Odyssey. New York, NY: Random House Trade Paperbacks. ISBN 978-0-8129-7146-0.

### Documentales
Jennifer Beamish (producer); Clive Maltby (director); Spencer Wells (host) (2003). The Journey of Man (DVD). Alexandria, VA: PBS Home Video. ISBN 978-0-7936-9625-3. OCLC 924430061.

### Revistas
- Decker, A.E.; Kline, M.C.; Vallone, P.M.; Butler, J.M. (2007). «The impact of additional Y-STR loci on resolving common haplotypes and closely related individuals». Forensic Science International: Genetics 1 (2): 215-217. PMID 19083761. doi:10.1016/j.fsigen.2007.01.012.
- Dula, Annette; Royal, Charmaine; Secundy, Marian Gray; Miles, Steven (2003). «The Ethical and Social Implications of Exploring African American Genealogies». Developing World Bioethics 3 (2): 133-41. PMID 14768645. doi:10.1046/j.1471-8731.2003.00069.x.
- Elhaik, E.; Greenspan, E.; Staats, S.; Krahn, T.; Tyler-Smith, C.; Xue, Y.; Tofanelli, S.; Francalacci, P. et al. (2013). «The GenoChip: A New Tool for Genetic Anthropology». Genome Biology and Evolution 5 (5): 1021-31. PMC 3673633. PMID 23666864. doi:10.1093/gbe/evt066.
- El-Haj, Nadia ABU (2007). «Rethinking genetic genealogy: A response to Stephan Palmi». American Ethnologist 34 (2): 223-226. doi:10.1525/ae.2007.34.2.223.
- Fujimura, J. H.; Rajagopalan, R. (2010). «Different differences: The use of 'genetic ancestry' versus race in biomedical human genetic research». Social Studies of Science 41 (1): 5-30. PMC 3124377. PMID 21553638. doi:10.1177/0306312710379170.
- Golubovsky, M. (2008). «Unexplained infertility in Charles Darwin's family: Genetic aspect». Human Reproduction 23 (5): 1237-8. PMID 18353904. doi:10.1093/humrep/den052.
- Gymrek, M.; McGuire, A. L.; Golan, D.; Halperin, E.; Erlich, Y. (2013). «Identifying Personal Genomes by Surname Inference». Science 339 (6117): 321-4. Bibcode:2013Sci...339..321G. PMID 23329047. S2CID 3473659. doi:10.1126/science.1229566.
- Larmuseau, M.H.D.; Van Geystelen, A.; Van Oven, M.; Decorte, R. (2013). «Genetic genealogy comes of age: Perspectives on the use of deep-rooted pedigrees in human population genetics». American Journal of Physical Anthropology 150 (4): 505-11. PMID 23440589. doi:10.1002/ajpa.22233.
- Larmuseau, M H D; Vanoverbeke, J; Gielis, G; Vanderheyden, N; Larmuseau, H F M; Decorte, R (2012). «In the name of the migrant father—Analysis of surname origins identifies genetic admixture events undetectable from genealogical records». Heredity 109 (2): 90-5. PMC 3400745. PMID 22511074. doi:10.1038/hdy.2012.17.
- McEwen, Jean E.; Boyer, Joy T.; Sun, Kathie Y. (2013). «Evolving approaches to the ethical management of genomic data». Trends in Genetics 29 (6): 375-82. PMC 3665610. PMID 23453621. doi:10.1016/j.tig.2013.02.001.
- Moore, CeCe (2016). «The History of Genetic Genealogy and Unknown Parentage Research: An Insider's View». Journal of Genetic Genealogy 8 (1): 35-37.
- Nash, Catherine (2004). «Genetic kinship». Cultural Studies 18: 1-33. doi:10.1080/0950238042000181593.
- Nelson, A. (2008). «Bio Science: Genetic Genealogy Testing and the Pursuit of African Ancestry». Social Studies of Science 38 (5): 759-83. PMID 19227820. S2CID 7654852. doi:10.1177/0306312708091929.
- Royal, Charmaine D.; Novembre, John; Fullerton, Stephanie M.; Goldstein, David B.; Long, Jeffrey C.; Bamshad, Michael J.; Clark, Andrew G. (2010). «Inferring Genetic Ancestry: Opportunities, Challenges, and Implications». The American Journal of Human Genetics 86 (5): 661-673. PMC 2869013. PMID 20466090. doi:10.1016/j.ajhg.2010.03.011.
- Sims, Lynn M.; Garvey, Dennis; Ballantyne, Jack (2009). «Improved Resolution Haplogroup G Phylogeny in the Y Chromosome, Revealed by a Set of Newly Characterized SNPs».  En Batzer, Mark A, ed. PLOS ONE 4 (6): e5792. Bibcode:2009PLoSO...4.5792S. PMC 2686153. PMID 19495413. doi:10.1371/journal.pone.0005792.
- Su, Yeyang; Howard, Heidi C.; Borry, Pascal (2011). «Users' motivations to purchase direct-to-consumer genome-wide testing: An exploratory study of personal stories». Journal of Community Genetics 2 (3): 135-46. PMC 3186033. PMID 22109820. doi:10.1007/s12687-011-0048-y.
- Tutton, Richard (2004). «"They want to know where they came from": Population genetics, identity, and family genealogy». New Genetics and Society 23 (1): 105-20. PMID 15470787. S2CID 22737465. doi:10.1080/1463677042000189606.
- Van Oven, Mannis; Kayser, Manfred (2009). «Updated comprehensive phylogenetic tree of global human mitochondrial DNA variation». Human Mutation 30 (2): E386-94. PMID 18853457. S2CID 27566749. doi:10.1002/humu.20921.
- Williams, Sloan R. (2005). «Genetic Genealogy: The Woodson Family's Experience». Culture, Medicine and Psychiatry 29 (2): 225-252. PMID 16249951. doi:10.1007/s11013-005-7426-3.
- Wolinsky, Howard (2006). «Genetic genealogy goes global. Although useful in investigating ancestry, the application of genetics to traditional genealogy could be abused». EMBO Reports 7 (11): 1072-4. PMC 1679782. PMID 17077861. doi:10.1038/sj.embor.7400843.
- Greytak, Ellen M.; Moore, CeCe; Armentrout, Steven L. (2019). «Genetic genealogy for cold case and active investigations». Forensic Science International 299: 103-113. PMID 30991209. doi:10.1016/j.forsciint.2019.03.039.